# Chrom(VI)-oxiddifluorid
Chromylfluorid ist eine anorganische chemische Verbindung des Chroms aus der Gruppe der Fluoride.

## Gewinnung und Darstellung
Chromylfluorid kann durch Reaktion von Chromylchlorid mit Fluor bei 200 °C oder Reaktion von Chrom(VI)-oxid mit Schwefeltetrafluorid oder Fluorwasserstoff gewonnen werden.
{\displaystyle \mathrm {CrO_{2}Cl_{2}+F_{2}\longrightarrow CrO_{2}F_{2}+Cl_{2}} }
{\displaystyle \mathrm {CrO_{3}+SF_{4}\longrightarrow CrO_{2}F_{2}+SOF_{2}} }
Die Verbindung wurde erstmals 1952 in reiner Form von Engelbrecht and Grosse synthetisiert.

## Eigenschaften
Chromylfluorid ist ein Feststoff von dem zwei Modifikationen existieren. Die rotbraune bis schwarzrote Form ist instabil (insbesondere bei Licht, UV-Strahlung und Wärme) und kann nur aufbewahrt werden, indem man das frisch kondensierte Produkt unter Ausschluss von Licht mittels flüssiger Luft auf etwa −190 °C hält. Die zweite polymere Modifikation ist schmutzigweiß, beständig und verflüchtigt sich erst von 200 °C an, wobei sich rotbraune Dämpfe bilden. In feuchter Form greift die Verbindung Glas an. Gasförmiges Chromylfluorid ist rotbraun.